# Adam Michnik
Adam Michnik, född 17 oktober 1946 i Warszawa, historiker och  journalist, var en av ledarna för den demokratiska oppositionen i Folkrepubliken Polen 1968–1989.  Redan 1965 hamnade Michnik i fängelse första gången pga innehav och spridning av Jacek Kurońs och Karol Modzelewskis ”Öppet brev till Polska Förenade Arbetarepartiet”. 1968 studerade Michnik historia vid Warszawauniversitetet. Han hade då redan suspenderats en gång. Nu relegerades han och dömdes 1969 till tre års fängelse och blev utnämnd till en första rangens fiende. Han släpptes dock i förtid, proletariserade sig och började arbeta på glödlampsfabriken Rosa Luxemburg i Warszawa varefter han sedan kunde avsluta sina studier i historia vid universitetet i Poznan. Han blev arresterad efter Jaruzelskis militärkupp under krigstillståndet och dömdes tillsammans med tusentals andra till 3 års fängelse 1985 för att ha medverkat att organisera strejken vid Leninvarvet i Gdańsk. Han tillbringade två och ett halvt år i Bialolekafängelset.
Den ”antipolitik” man tog ställning för skulle stå i bjärt kontrast till regimens politik: öppenhet i stället för den slutna kommunismens osynliga beslutsfattande; icke-våld istället för de rullande tanksen; sanning och värdighet istället för nyspråkslögnerna och de dagliga mellanmänskliga kränkningarna; goda medel för goda mål istället för de av ändamålet helgade medlen.
Michnik blev en av centralgestalterna i KOR, Komitten för arbetarnas försvar, under 1970-talet. Under våren 1988 valdes han som talesman för de strejkande arbetarna i Gdansk.
Michnik är idag chefredaktör för den polska tidningen Gazeta Wyborcza. Han var halvbror till Stefan Michnik, en internationellt efterlyst stalinistisk militärdomare som bosatte sig i Sverige.
År 2009 utnämndes Adam Michnik till hedersdoktor vid Karlsuniversitetet i Prag.

## Priser och utmärkelser
- Goethemedaljen 2011